# ラウリ・ピカラ

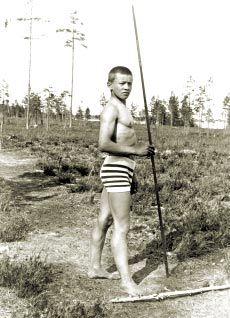
ラウリ・ピカラ

ラウリ・"タハコ" ・ピヒカラ（フィンランド語: Lauri "Tahko" Pihkala、1888年1月5日 – 1981年5月20日）は、フィンランドにおいて野球が変形した形であるスポーツ、ペサパッロの考案者。また、多くのスポーツのファンでもあり、数多くのスポーツの発展にも尽くした。

## 人物
1908年のロンドンオリンピックと1912年のストックホルムオリンピックに出場している。ロンドンオリンピックでは走り高跳びに出場し、16位となっている。また、円盤投競技にも出場しているが順位の記録は残っていない。4年後のストックホルムオリンピックでは男子800mに出場したが、一次予選で敗退している。
フィンランド内戦の間は白衛軍のハンス・カルム少佐（Hans Kalm）の飛行部隊「クフモイネンの悪魔」のプロパガンダ行為を行ったとして罪に問われている。この部隊は強制収容所に収容されている子供たちの大規模な処刑を行ったことなどで知られている。また、極右の政治活動家としても活動しており、優生学の熱烈な支持者でもあり、強靭な軍人であることを重要視した。ペサパッロの発明はこの差別的な思想から来ており、軍でのトレーニングとして考案されている。